# Mogho Naaba
 (novembre 2024).
Mogho Naaba (variantes Mogho Naba, Moro Naba, Morho Naba, Mogh-Naaba ou Moogo Naaba), littéralement « chef » (naaba) du « monde » (mogho), est un titre porté par le roi du royaume mossi de Wogdogo (Ouagadougou) ou de l’Oubritenga, au Burkina Faso. Par le passé, le Mogho Naaba, considéré comme le représentant du soleil, était tenu en grande vénération. Il est choisi par les hauts dignitaires de la cour dans la descendance du premier Mogho Naaba, Oubri.

## Dynastie
Oubri était le petit-fils de Ouedraogo, fondateur du royaume Mossi au XIIe siècle, lui-même fils de la légendaire Yennenga et du chasseur Rialé. Oubri, premier Moro Naba, a fondé la ville de Ouagadougou.
La coutume veut que la liste des Mogho Naaba de Ouagadougou, ainsi que la durée de leur règne, soit récitée chaque matin à l'arrivée de ce dernier. Selon cette liste dont la mémoire est conservée par le Bend Naba et les griots de la cour, les souverains suivants ont régné :
1. Naaba Ouedraogo, (? — 1132), fondateur de la chefferie mossie indépendante
2. Naaba Zoungrana (1132-1182)
3. Naaba Oubri (1182-1244)
4. Naaba Naskiemdé (1244-1286)
5. Naaba Nasbiré (1286-1307)
6. Naaba Soarba (1307-1323)
7. Naaba Gningnemdo (1323-1337)
8. Naaba Koundoumié (1337-1358)
9. Naaba Kouda (1358-1401)
10. Naaba Dawingma (1401-1409)
11. Naaba Zoétré Bousma (1409-1441)
12. Naaba Niandfo (1441 — 1511)
13. Naaba Nakim, dit Nakiienb-Zanga (1511-1541)
14. Naaba Namégué (1541-1542)
15. Naaba Kilba (1542-1561)
16. Naaba Kimba (1561-1582)
17. Naaba Goalba (1582-1599)
18. Naaba Guirga (1599-1605)
19. Naaba Zanna (1605-1633)
20. Naaba Oubi (1633-1659)
21. Naaba Motiba (1659-1666)
22. Naaba Warga (1666-1681)
23. Naaba Zombré (1681-1744)
24. Naaba Koom Ier (1744-1762)
25. Naaba Saagha Ier (1762-1783)
26. Naaba Doulougou (1783-1802)
27. Naaba Sawadogo (1802-1834)
28. Naaba Karfo (1834-1842)
29. Naaba Baongho Ier (1842-1850)
30. Naaba Koutou (1850-1871)
31. Naaba Sanem (1871-1889)
32. Naaba Boukary Koutou (dit Wobgho) (1889-1897)
33. Naaba Siguiri (1897-1905)
34. Naaba Koom II (1905-1942)
35. Naaba Saagha II (1942-1957)
36. Naaba Kougri (1957-1982)
37. Naaba Baongho II (depuis le 21 décembre 1982)[2]

## Désignation
Le Mogho Naaba règne à vie. À son décès, son successeur est choisi par les membres du conseil parmi ses descendants mâles, en principe son fils aîné (le Nabikieenga) s’il en est digne. Il lui est interdit de le rencontrer de son vivant.
Le successeur serait un de ses fils âgé d'une quarantaine d'années qui aurait fait ses études au Maroc. Conformément à la tradition, il ne l'aurait jamais rencontré.[réf. nécessaire]

## Pouvoir
Dans la tradition, le Mogho Naaba tout puissant avait droit de vie et de mort sur les habitants de Ouagadougou et de l'Oubritenga. Dans la pratique, son pouvoir a toujours été soumis à la coutume et à la loi des pères. De plus, s'il incarnait l'empire et son unité, le pouvoir était en réalité entre les mains des dignitaires de la cour de Mogho Naaba, qui gouvernaient le pays. Cette organisation complexe des pouvoirs est en partie exprimée chaque vendredi lors de la « cérémonie du faux départ du roi ».
Le Mogho Naaba n'a en outre pas d'autorité sur les quatre autres royaumes de Tenkodogo, de Fada N'Gourma, de Boussouma et de Ouahigouya dont les souverains seraient comme lui descendants de Yennenga. Traditionnellement, les souverains de ces royaumes et le Mogho Naaba s'évitent, mais il leur arrive de se rencontrer comme en 1946 pour se concerter sur la reconstitution de la Haute-Volta.

### Depuis l'indépendance
Maurice Yaméogo, le premier président de la république de Haute-Volta, supprime la loi qui organisait les chefferies des cinq royaumes du pays, en réaction à une tentative de coup d’État du Mogho Naaba Kougri en 1958.
L’autorité de Mogho Naaba a été considérablement réduite au cours de la présidence de Thomas Sankara, un révolutionnaire anti-impérialiste mort assassiné en octobre 1987. Il a ainsi supprimé le reste du texte législatif sur la chefferie coutumière, au motif qu’elle incarnait le passéisme et l'aristocratie. Désormais, les chefs traditionnels gardent un rôle symbolique mais n’ont plus aucun pouvoir légal.
Aujourd'hui, le roi des Mossi incarne une autorité morale, un sage que l’on vient consulter pour toutes décisions importantes liées à la vie de la Nation, un médiateur voire un arbitre en cas de conflit aigu.
Ce rôle n'a fait que se confirmer voire s'accentuer depuis les événements d'octobre 2014, qui a vu un régiment resté favorable à l'ancien régime de Blaise Compaoré faire une tentative de putsch. L'intervention du Mogho Naaba a joué un rôle déterminant pour convaincre leur chef de file, Gilbert Diendéré, d'abandonner ce projet. 
De même, le 30 décembre 2014, le chef de la transition, le lieutenant-colonel Isaac Zida, est violemment pris à partie par ses anciens camarades du Régiment de Sécurité Présidentielle (RSP) qui remettent en cause leurs nouvelles affectations et certaines nominations. Zida s'engage à ne pas toucher au RSP mais finit, le 4 février, par se réfugier chez le Mogho Naaba (il n'en sortira que grâce à la médiation du président Michel Kafando, du général Gilbert Diendéré et de l’ancien chef de l’État Jean-Baptiste Ouédraogo).

## Étiquette
La liste des Mogho Naaba successifs de Ouagadougou, ainsi que leur temps de règne, sont récités chaque matin à l'arrivée de ce dernier.
Depuis plusieurs siècles, tous les vendredis matin vers 7h, devant le palais du Mogho Naaba à Ouagadougou, se déroule la « cérémonie du faux départ de l'empereur pour la guerre » (Nabayious Gou) : le Mogho Naaba sort du palais en tenue de guerre (rouge), prêt à partir à cheval ; les ministres et ses femmes touchent alors la selle pour l'empêcher de partir ; il rentre se changer et réapparaît en blanc, couleur de la paix pendant que son cheval est rentré et dessellé ; le canon sonne pour célébrer la paix. Cette cérémonie ferait référence à une légende datant de la création du royaume du Yatenga. 
Le véritable nom à l’état civil du Mogho Naaba n’est en principe jamais révélé au grand public et il est d’ailleurs formellement interdit de le prononcer.
Lors des audiences, le roi est vêtu du pagne traditionnel, le faso-dafani, et entouré de quelques enfants serviteurs (les songda). Le Mogho Naaba ne s'exprime jamais dans une autre langue que le mooré, même s'il comprend et parle le français. Il s'adresse toujours à ses hôtes via son porte-parole, Larlé Naaba, ministre de la communication et gardien des traditions.
Le palais du roi, appelé Panghin, s’étend sur une superficie d’environ 15 hectares et est situé à Ouagadougou dans le quartier Bilbalogho.

## La cour du Mogho Naaba
Le Mogho Naaba, souverain très respecté par les Mossis, est le gardien des coutumes, le chef suprême de l'administration, de l'armée et de la justice. Il est assisté dans la gestion du pouvoir par un conseil de 16 ministres qui occupent des fonctions spécifiques dans le royaume et sont aussi des chefs des vieux quartiers de Ouagadougou. Les membres les plus importants sont :
- Le Tansoba Naaba, deuxième personnalité de l'empire, ministre de la Guerre ne résidant pas à Ouagadougou. Il devra mourir sur le champ de bataille en cas de défaite ;
- Le Ouidi Naaba, ministre de la Cavalerie et administrateur du quartier Ouidi (dans le secteur 11) ;
- Le Goungha Naaba, ministre de l'Infanterie et administrateur de Gounghin ;
- Le Baloum Naaba, ministre de l'Intendance et porte-parole de l'empereur. Son ancêtre était un neveu de la famille du Mogho Naaba ;
- Le Larlé Naaba, ministre des Tombes royales et chef administrateur du quartier Larlé de Ouagadougou (dans le secteur 11) ;

Larlé Naaba Tigré, appelé aussi « Naaba Tigré » (« le chef de l’abondance »), a un palais royal, le palais « Lagl Naab Yiri », au quartier Larlé. Il s'agit actuellement de Victor Tiendrébéogo, ancien député (de 1992 à 2014) et ex-membre du Congrès pour la démocratie et le progrès (CDP), ministre du Mogha Naaba depuis 1990.
- Le Kamsonghin Naaba, ministre de la jeunesse et administrateur du quartier Kamsonghin ;
- Le Dapoya Naaba, ministre de la Sécurité et administrateur de Dapoya (dans le secteur 12, ancien quartier des captifs affranchis) ;
- Le Poe Naba, ministre de le Justice ;

L'actuel est député de l'Union pour le progrès et le changement (UPC) :
- Le Samandin Naba, administrateur de Samandin ;
- Le Neem Naba ;
- Le Balkuy Naba.